# Dmitri Malyshko
Dmitri Vladímirovich Malyshko (en ruso: Дмитрий Владимирович Малышко; Sosnovy Bor, 19 de marzo de 1987) es un deportista ruso que compitió en biatlón.
Participó en los Juegos Olímpicos de Sochi 2014, obteniendo una medalla de oro en la prueba de relevos 4 × 7,5 km; medalla que perdió posteriormente por dopaje de su compañero Yevgueni Ustiúgov.
Ganó una medalla de bronce en el Campeonato Mundial de Biatlón de 2019 y tres medallas en el Campeonato Europeo de Biatlón, en los años 2010 y 2019.

## Palmarés internacional
| Juegos Olímpicos   | Juegos Olímpicos             | Juegos Olímpicos  | Juegos Olímpicos        |
| Año                | Lugar                        | Medalla           | Prueba                  |
| ------------------ | ---------------------------- | ----------------- | ----------------------- |
| 2014               | Sochi (Rusia)                | DSC               | Relevo                  |
| Campeonato Mundial |                              |                   |                         |
| Año                | Lugar                        | Medalla           | Prueba                  |
| 2019               | Östersund (Suecia)           | Medalla de bronce | Relevo                  |
| Campeonato Europeo |                              |                   |                         |
| Año                | Lugar                        | Medalla           | Prueba                  |
| 2010               | Otepää (Estonia)             | Medalla de plata  | Relevo                  |
| 2019               | Minsk-Raubichi (Bielorrusia) | Medalla de oro    | Relevo mixto individual |
| 2019               | Minsk-Raubichi (Bielorrusia) | Medalla de bronce | Velocidad               |